# Stulpicani
Stulpicani est une commune roumaine du județ de Suceava, avec une population de 5 362 habitants en 2021.

## Géographie
Stulpicani (en allemand : Stulpikany ou Sztulpikany) est une commune située dans le département de Suceava, dans la région historique de Bucovine, au nord-est de la Roumanie. Elle est composée de cinq villages : Gemenea, Negrileasa, Slătioara, Stulpicani et Vadu Negrilesei. À partir de l'époque moderne, au milieu du XXe siècle, la commune était habitée par une importante population allemande, plus précisément par des Allemands de Zipser, appartenant à la communauté locale plus étendue des Allemands de Bucovine.

## Élections locales
Selon les résultats des élections locales roumaines de 2020, le conseil local de la commune a la composition politique suivante :
- Parti national libéral : 11 sièges ;
- Parti social-démocrate : 3 sièges ;
- Pro Romania : 1 siège.

## Personnalités
- Valeria Răcilă, née en 1957 à Stulpicani, championne olympique d'aviron en 1984.